# Serrat dels Tres Senyors
El Serrat dels Tres Senyors és un serrat i turó a cavall dels termes municipals de Granera, al Moianès, de Mura, al Bages, i de Sant Llorenç Savall, pertanyent al Vallès Occidental.
Està situat a l'angle sud-oest del terme de Granera, en el nord-oest del de Sant Llorenç Savall, i en el costat de llevant del de Mura. Està situat damunt i al nord i est de la carretera B-124, al nord-oest de la cruïlla d'on arrenca la carretera local de Granera.
En el seu punt més elevat hi ha el triterme entre els tres municipis i les tres comarques anteriorment esmentades.